# Briganten (Film)
Briganten (Originaltitel: Brigands, chapitre VII) ist ein Film von Otar Iosseliani aus dem Jahr 1996.

## Handlung
Die Handlung des Films spielt auf drei Zeitebenen und an zwei Orten: Im Georgien des Mittelalters, der Sowjetzeit der 1930er Jahre und der Zeit des Bürgerkrieges Anfang der 1990er Jahre sowie schließlich in Paris, Mitte der 1990er Jahre. Innerhalb der Zeitebenen wird die jeweilige Handlung chronologisch erzählt, zwischen den Zeitebenen wird aber mehrere Male unvermittelt gewechselt. Die Hauptfiguren der drei Epochen sind mit jeweils denselben Schauspielern besetzt.
Zentrale Figur aller drei Zeitebenen ist Vano. Im Mittelalter ist er König eines kleinen Reiches, der mit seinen Frauen kein Glück hat. Die erste, obwohl mit einem Keuschheitsgürtel versehen, geht fremd mit dem Stallburschen, wofür sie hingerichtet wird. Die zweite versucht, ihn zu vergiften. In der Sowjetzeit ist er Volkskommissar. Eine Weile hat er Teil an der Macht, aber später fällt er in Ungnade und landet selbst im Keller des Geheimdienstes wie zuvor seine Widersacher. Im georgischen Bürgerkrieg schlägt er sich als Vagabund durchs Leben, und er und seine zwei Kumpane, Sandro und Spiridon, schauen ungläubig auf den Irrsinn der Schießereien in den Straßen. Als sie nach Plünderung eines Hauses unerwartet zu Geld kommen, fliegen Vano und Spiridon nach Paris. Ihr gewohntes Leben setzen sie auch dort fort; aus den Vagabunden von Tiflis sind Pariser Clochards geworden.
Solche Inkarnationen in unterschiedlichen Rollen gelten für alle Hauptfiguren des Films: Aus dem Ritter Sandro wird der Geheimdienstchef und schließlich der Vagabund; aus der Königin Eka wird die Frau des Volkskommissars und in Paris eine Passantin. Vano ist für einen Moment irritiert, als sie ihm dort über den Weg läuft, so als fragte er sich: Woher kenne ich diese Frau? Eka jedoch erkennt ihren ehemaligen Gatten, den König, den Volkskommissar, nicht.
Aus all dem ergibt sich weniger eine kontinuierliche Filmhandlung als vielmehr „ein Kaleidoskop“ von Episoden, die sich in ähnlicher Form sowohl innerhalb der Handlung einer Epoche als auch in denen verschiedener Epochen wiederholen. – Während der Sowjetzeit wird eine Wohnung konfisziert. Sie wird übergeben an Vano und seine Familie, indem ein Funktionär das Inventar aufzählt. Als später Vano selbst verhaftet wird und seine Familie die Wohnung räumen muss, ist es wieder derselbe Funktionär, der die Wohnung mit denselben Worten an den neuen Volkskommissar übergibt. – Während der Sowjetzeit überlegen Sandros Geheimdienstleute, mit welchen Foltermethoden sie aus ihren Häftlingen Geständnisse oder Verleumdungen erpressen können. Mit einem Schnitt ist der Film plötzlich im Mittelalter, und man sieht Vano beim Durchblättern eines Buches mit Zeichnungen von Foltermethoden. Mit dem folgenden Schnitt ist der Film wieder zurück in der Sowjetzeit, und die Geheimdienstleute durchblättern eben dieses selbe Buch.

## Darstellung
Die Darstellung der Schauspieler hat viele Kommentatoren an Stummfilme erinnert. Häufig drücken sich die Figuren nicht durch Worte, sondern durch Gestik aus. Und auch wenn sie sprechen, geschieht es oft leise oder undeutlich. Entsprechend gering ist die Anzahl der zum Verständnis nötigen deutschen Untertitel. Darauf angesprochen, sagt Otar Iosseliani, eine seiner Vorstellungen als Cineast sei es, die Figuren nicht zu sehr zum Reden zu bringen, weil Dialoge das spezifisch Filmische immer ein wenig zerstörten.

## Hintergrund

### Der Titel
Iosseliani benutzt bewusst den zeitlich nicht exakt festgelegten Begriff „Briganten“, um Gemeinsamkeiten von historisch weit Auseinanderliegendem darzustellen. Auf der Website der französischen Cinémathèque zum Film heißt es: „Einige Porträts von Briganten, vom Mittelalter bis heute. Mittelalterliche Henker, bolschewistische Folterknechte oder vulgäre zeitgenössische Mafiosi, sie alle verraten und foltern.“ Befragt zur Bedeutung des Zusatzes „(chapitre VII)“, also „Kapitel Sieben“, hat Iosseliani gesagt: „In der einen oder anderen Form haben meine Filme immer das gleiche Phänomen beschrieben, nämlich einen ganzen Fächer von menschlichen Gemeinheiten. Dies ist mein siebter Langspielfilm, vielleicht schließt er einen thematischen Zyklus.“

### Die Rahmenhandlung
Durch eine Rahmenhandlung stellt sich das ganze Geschehen mit der Figur Vano im Mittelpunkt als Film im Film dar.
Nicht nur Vano, sondern auch der Waffenschieber des georgischen Bürgerkriegs, den wir gesehen haben, als er einen Militärmann für die Lieferung von drei Panzern mit einem riesigen Diamanten entlohnt, hat sich nach Paris abgesetzt. Zur Einweihung seiner in einem noblen Stadtteil gelegenen Wohnung findet eine Feier statt, bei der die anwesenden Männer und Frauen sich schon weitgehend ihrer Kleidung entledigt haben. Der jugendliche Sohn des Waffenschiebers greift zum Maschinengewehr und erschießt die Feierlustigen.
Diese tödlich endende Partyszene gehört also eigentlich ans Ende des Films, wir sehen sie aber – ein erstes Mal – bereits an seinem Anfang. Zuvor sehen wir sechs Männer, die zielstrebig in einen kleinen Vorführraum gehen. Ein Film läuft an, und die Partyszene ist das Erste, das die Männer zu sehen bekommen. Der Vorführer hat die falsche, die letzte Rolle des Films eingelegt. Eine Kollegin macht ihn darauf aufmerksam, und so startet der Film inklusive des Vorspann-Titels ein zweites Mal – mit König Vano, der seine Erwählte, die Ziegenhirtin Eka, in sein Schloss holt. In der vorletzten Szene des Films sehen wir die sechs Männer ein zweites Mal. Es läuft gerade die Partyszene, und sie verlassen den Vorführraum. „Den Schluss kennen wir ja schon“, sagt einer von ihnen.
Was es mit dieser Filmvorführung auf sich hat und wer die sechs männlichen Zuschauer sind, darüber gibt der Film keine explizite Auskunft. Der Kritiker der Libération schrieb, es handele sich um „eine Privatvorstellung für einige mysteriöse Apparatschiks“.

### Dreharbeiten
Nachdem er mehr als fünfzehn Jahre keinen Film mehr in seinem Heimatland hatte drehen können, ergab sich 1993 für Iosseliani die Möglichkeit, für Arte in Georgien einen dreiteiligen Fernsehfilm über die Geschichte des Landes zu realisieren. Seule, Géorgie (Allein, Georgien) wurde zuerst, am 27. Februar und am 1. März 1994, auf Arte gezeigt und lief später auf einigen Filmfestivals, so u. a. im Internationalen Forum des Jungen Films bei der Berlinale 1995.
Zwei Jahre später, 1995, drehte Iosseliani mit Briganten zum ersten Mal nach Pastorale (1976) wieder einen Spielfilm zum größten Teil in Georgien und – mit Ausnahme einiger kleiner Nebenrollen im Paris-Teil des Films – mit georgischen Schauspielern.

## Auszeichnungen
Bei den Internationalen Filmfestspielen von Venedig 1996 wurde Briganten mit dem „Großen Spezialpreis der Jury“ ausgezeichnet.

## Kritiken
Andreas Kilb schrieb in seinem „Bericht vom 53. Filmfestival in Venedig“ in „Die Zeit“: „Iosselianis Kunstgriff besteht, wie schon vor zwölf Jahren in Die Günstlinge des Mondes, einfach darin, daß er immer dieselben Darsteller in jeweils verschiedenen Kostümen und Kulissen auftreten läßt, als König und Knappe, als KGB-Chef und Klassenfeind, als Freischärler und Mafiaboß. Seine historischen Ereignisse - Schlachten, Hinrichtungen, Denunziationen, Folter und Mord - sind Stereotype aus dem ewigen Arsenal des Grauens, seine Figuren Wiedergänger, Attrappen und Clowns; aber die Bilderfolgen, die der georgische Regisseur aus ihren wortlosen Grotesken und tragischen Bosheiten zusammenspinnt, sind wie Musik, eine Musik der Katastrophen, eine Symphonie der Immerwiederkehr. Iosseliani besiegt das Furchtbare, indem er es zum Klingen bringt.“
Das Urteil des Filmdienstes: „In Form einer düsteren Farce versucht [der Film], Unmenschlichkeiten und die Unbelehrbarkeit der Menschen anzuprangern. Ein Film, der die Auseinandersetzung lohnt, auch wenn der Einsatz von vielen Slapstick-Elementen, durch die mit dem Entsetzen Scherz getrieben werden soll, gewiß nicht jedermanns Sache ist.“
Nachdem es bei Cinema einleitend heißt: „ein Kunstfilm-Juwel“, fällt das Fazit so aus: „Sperrig, aber sehenswert“.